# صمد و قالیچه حضرت سلیمان
صمد و قالیچه حضرت سلیمان فیلمی به کارگردانی پرویز صیاد در سال ۱۳۵۰ است.

## خلاصه داستان
باستان‌شناسی (منوچهر فرید) معروف به پروفسور، در پی‌گیری و جستجوی یک جفت قالیچه مفقود شده از موزه ویکتوریا به تهران می‌آید و در تعقیب تحقیقاتش به روستایی نزدیک شهر ری، (ده بالا) می‌رود. قالیچه ای که پروفسور دنبالش است، اکنون متعلق به کدخداست.
صمد (پرویز صیاد) قالیچه را، برای شستشو به کنار رودخانه برده‌است و پروفسور متوجه قالیچه می‌شود و سعی می‌کند که ابتدا به تنهایی و سپس به کمک معشوقه اش، سارا (نوری کسرایی) و نهایتاً با توسل به زور و گروهی گانگستر، قالیچه را به دست بیاورد.

## بازیگران
- پرویز صیاد
- مینو شفیع
- فرخ‌لقا هوشمند
- عبدالعلی همایون
- رضا شفیع
- حسن رضیانی
- حسین امیرفضلی
- حسین حسینی
- منوچهر فرید
- نوری کسرائی
- عباس مغفوریان
- عنایت‌الله بخشی
- نوذر آزادی
- سیروس ابراهیم‌زاده
- مظفر سلطانی
- شهناز تهرانی
- عبدالله عبدالوهابی
- بهمن زرین‌پور
- محمود بهرامی
- باقر صحرارودی